# Pararaphidoglossa fulva
Pararaphidoglossa fulva är en stekelart som beskrevs av Schulthess 1910. Pararaphidoglossa fulva ingår i släktet Pararaphidoglossa och familjen Eumenidae. Inga underarter finns listade i Catalogue of Life.